# Умершие в сентябре 1995 года
Это список известных людей, соответствующих установленным критериям значимости (см. Википедия:Критерии значимости персоналий), умерших в сентябре 1995 года.
Причина смерти указывается лишь в исключительных случаях (убийство, самоубийство, гибель в результате военных действий, смертная казнь, ДТП или несчастные случаи). В остальных случаях — не указывается.
- 1 сентября — Соломон Шустер (61) — советский и российский коллекционер искусства, кинорежиссёр.
- 4 сентября — Семён Атрохов (77) — Герой Советского Союза.
- 4 сентября — Константин Иванов (73) — Герой Советского Союза.
- 6 сентября — Марк Белкин (84) — Полный кавалер ордена Славы.
- 6 сентября — Павел Маслеников (81) — белорусский художник, живописец, искусствовед, педагог. Заслуженный деятель искусства БССР. Народный художник Беларуси.
- 7 сентября — Олег Голубицкий (72) — советский актёр, заслуженный артист РСФСР.
- 7 сентября — Василий Степанченко (81) — советский украинский авиастроитель.
- 8 сентября — Чжан Айлин (74) — китайская и американская писательница.
- 8 сентября — Ольга Ивинская (82 или 83) — редактор, переводчица, писательница, спутница жизни Бориса Пастернака вплоть до его последних дней.
- 9 сентября — Николай Бокий (76) — Герой Советского Союза.
- 9 сентября — Павел Быстроумов (67) — советский и российский журналист и публицист.
- 9 сентября — Констнантин Молоненков (72) — Герой Советского Союза.
- 9 сентября — Пётр Юрченко (76) — Герой Советского Союза.
- 10 сентября — Рена Галибова (80) — советская таджикская певица.
- 11 сентября — Юрий Воронов (54) — русский археолог и кавказовед.
- 11 сентября — Владимир Зайцев (72) — токарь-расточник Рязанского завода тяжелого кузнечно-прессового оборудования. Герой Социалистического Труда.
- 11 сентября — Владислав Стржельчик (74) — советский и российский актёр театра и кино, народный артист РСФСР (1965), народный артист СССР (1974).
- 12 сентября — Анатолий Новосельцев (62) — советский и российский историк-востоковед.
- 13 сентября — Эдгар Лиепиньш (65) — советский и латвийский актёр театра и кино, эстрадный исполнитель.
- 13 сентября — Александр Шихов (81) — Герой Советского Союза.
- 14 сентября — Григорий Токуев (77) — Герой Советского Союза.
- 15 сентября — Николай Тремасов (72) — Герой Социалистического Труда.
- 18 сентября — Михаил Алексеев (78) — советский педагог, методист, Народный учитель СССР.
- 18 сентября — Василий Шпагин (82) — Герой Советского Союза.
- 19 сентября — Иван Будилин (70) — Герой Советского Союза.
- 19 сентября — Рауф Гаджиев (73) — советский и азербайджанский композитор и политический деятель. Народный артист СССР (1978).
- 19 сентября — Арнольд Шаргородский (70) — советский звукорежиссёр.
- 20 сентября — Алексей Бомбизов (71) — рядовой Советской Армии, участник Великой Отечественной войны, полный кавалер ордена Славы.
- 22 сентября — Эйгил Аксгил (73) — датский гей-активист, первый человек в мире, заключивший однополый союз.
- 22 сентября — Иван Корунов (81) — подполковник Советской Армии, участник Великой Отечественной войны, Герой Советского Союза.
- 22 сентября — Бруно Юнк (65) — эстонский советский легкоатлет (спортивная ходьба), олимпийский призёр.
- 23 сентября — Алексей Сидюков — участник Великой Отечественной войны, Герой Советского Союза.
- 24 сентября — Константин Тюрин (89) — участник Великой Отечественной войны, Герой Советского Союза.
- 25 сентября — Валентин Богденко (92) — советский военно-морской деятель.
- 26 сентября — Николай Санишвили (92) — грузинский кинорежиссёр, народный артист Грузинской ССР.
- 27 сентября — Саша Аргов (80) — израильский композитор-песенник, автор нескольких сотен популярных эстрадных песен.
- 28 сентября — Дмитрий Адоньев (74) — Герой Советского Союза.
- 28 сентября — Иосиф Гоноровский (88) — советский инженер, радиотехник, доктор технических наук.
- 28 сентября — Фёдор Иванов (76) — Герой Советского Союза.
- 28 сентября — Семен Соколовский (73) — советский актёр.
- 29 сентября — Иван Власенко (87) — полковник Советской Армии, участник боёв на Халхин-Голе и Великой Отечественной войны, Герой Советского Союза.
- 30 сентября — Николай Иванов (74) — Герой Советского Союза.
- 30 сентября — Порфирий Килин (70) — Герой Советского Союза.